# Ей'ен
Ей'ен (яп. 永延 — ей'ен, «вічна тривалість») — ненґо, девіз правління імператора Японії з 987 по 989 роки.

## Походження
Взято з китайської історичної хроніки «Записи пізньої Хань» (後漢書) розділу «Баю» (馬融伝): «豊千億之子孫、歴万載而永延».

## Порівняльна таблиця
| Роки Ей'ен              | 1    | 2    | 3    |
| Григоріанський календар | 987  | 988  | 989  |
| Китайський календар     | 丁亥 | 戊子 | 己丑 |